# Chimères (film, 2013)
Pour les articles homonymes, voir Chimère.
Pour plus de détails, voir Fiche technique et Distribution.
Chimères est un film d'horreur helvético-espagnol coproduit, coécrit, monté et réalisé par Olivier Beguin, sorti en 2013.

## Synopsis
Hospitalisé après s'être fait renverser par une voiture alors qu'il prenait des vacances en Roumanie avec sa copine Livia, Alexandre doit subir une transfusion sanguine. À son retour, il semble atteint d'une étrange maladie.

## Fiche technique
- Titre français : Chimères
- Réalisation : Olivier Beguin
- Scénario  : Olivier Beguin et Colin Vettier
- Direction artistique : Michel Imhof
- Décors  : Michel Imhof
- Costumes : Alice Van Lierde
- Montage : Olivier Beguin
- Musique : Lorris Gisana
- Photographie : Florian N. Gintenreiter
- Son :
- Production : Olivier Beguin et Lluis Fe Perez
- Société de production :
- Sociétés de distribution :
- Pays d'origine :  Suisse/ Espagne
- Langue originale : Français
- Genre : Horreur
- Durée : 82 minutes
- Dates de sortie  : 
  - Suisse : 5 juillet 2013 (Festival international du film fantastique de Neuchâtel 2013)
  - Suisse : 2014

## Distribution
- Jasna Kohoutova : Livia
- Yannick Rosset : Alex
- Catriona MacColl : Michelle
- Ruggero Deodato : le boucher
- Paulo Dos Santos : Fred
- Iván González

## Distinctions

### Récompenses
- 2013 : meilleur film au festival international du film fantastique de Neuchâtel 2013 ;
- 2014 : prix spécial du jury à Fantasporto.

### Nomination
- Festival de la Samain du cinéma fantastique de Nice 2013 : Compétition de longs métrages